# Дираковское сопряжение
В квантовой теории поля сопряжение Дирака четырёхкомпонентной волновой функции {\displaystyle \psi (\mathbf {x} ,t)} определяется по формуле
{\displaystyle {\bar {\psi }}\ {\stackrel {\mathrm {def} }{=}}\psi ^{\dagger }\gamma ^{0}},
где {\displaystyle \psi ^{\dagger }} — эрмитово-сопряжённая волновая функция, {\displaystyle \gamma ^{0}} — матрица Дирака.
В представлении Паули-Дирака {\displaystyle \gamma ^{0}={\begin{bmatrix}I&0\\0&-I\end{bmatrix}}},
где 0 и I — нулевая и единичная матрицы размером 2×2, соответственно.
{\displaystyle \psi (\mathbf {x} ,t)} является решением уравнения Дирака и носит название спинора Дирака, или биспинора.
Введение понятия дираковского сопряжения мотивировано необходимостью получения измеримых величин из спиноров Дирака. Поскольку обычное эрмитово сопряжение нарушает лоренцевскую инвариантность системы, вместо него используется дираковское сопряжение.